# Android (operációs rendszer)
Az Android erősen módosított Linux rendszermagot használó mobil operációs rendszer, amely elsősorban érintőképernyős mobil eszközökre (okostelefon, táblagép) lett tervezve. Fejlesztését a Google által 2005-ben felvásárolt Android, Inc. kezdte el, majd az Open Handset Alliance folytatta, de még mindig a Google a fő fejlesztő. A fejlesztők Java nyelven készíthetnek alkalmazásokat.
Az első androidos telefon 2008 októberében jelent meg. 2021. május óta a világ legtöbbet telepített operációs rendszere.

## Az Android felhasználói szemmel
Manapság leginkább mobil eszközökön találkozhatunk Android operációs rendszerrel. A platform lényeges része a Google Eszköztár, amely lehetővé teszi, hogy a Google  fiókazonosítónk megadása után a névjegyzéket, az üzeneteinket, a beszélgetéseinket, a naptárunkat, illetve a webes fotóalbumunkat az operációs rendszer szinkronban tartsa. Ha levelezni kezdünk egy új partnerrel a Gmail keretein belül, akkor az Android névjegyzékében megjelenik az új név; ha egy telefonhívás után felvesszük a névjegyzékbe a hívó adatait, akkor a Gmail kapcsolataink között jelenik meg szinte azonnal, s igaz ez a naptárunkra, illetve a Google Talk beszélgetéseinkre is. A mobilban lévő kamera segítségével készített fotókat meg tudjuk osztani a Picasa portálon.
Chrome alapú böngészővel elérhető a világháló, a mobileszköz tudása megfelel egy átlagos böngésző tudásának (2.2 verzió esetén Flash Lite 10.1 révén Flash tartalom is működik), bár az élménynek a kijelző mérete határt szab, a szöveg újratördelése és a kényelmes zoom funkciók okán mégis hasznos lehet utazás közbeni internetezésre.
A platform alapból támogat különféle multimédia formátumokat, legyen az zene vagy videó, ám a letölthető programok révén szinte alig van olyan médiafájl, amely nem játszható le.

## Google Play
Az Android további érdekessége a Google Play (vagy Play Áruház), korábbi nevén Android Market, ahol több mint 1 000 000 kategorizált alkalmazás tölthető le androidos rendszerű telefonra vagy táblagépre. Vannak köztük ingyenesek és fizetősek is, illetve megtalálhatóak letölthető könyvek és filmek is. Egyes országokban eszközöket is lehet a Google Play-en keresztül vásárolni. 2020. december 3-áig lehetett a Google Play-en keresztül zenét és podcastot is vásárolni, de a Google Play Music megszűnt, és beleolvadt a YouTube Music-ba és a Google Podcastsbe (utóbbi 2024 júniusában ugyancsak megszűnt).

## A platformról bővebben

A grafikus felhasználói felület réteges sémája

Az Android platform abból a célból született, hogy egységes nyílt forrású operációs rendszere legyen a mobil eszközöknek (és itt elsősorban az okostelefon kategóriát kell érteni, nem egyszerű mobiltelefonokat). Az elképzelés alapja egy Linux alapú operációs rendszer volt, amelyet úgy alakítanak át, hogy képes legyen problémák nélkül kezelni a mobil eszközök integrált hardvereit (érintőképernyő, Wi-Fi, HSDPA, Bluetooth stb.). Az első lépéseknél nem volt szó Java nyelvről, azonban a Google 2005 júliusában megvásárolta az Android nevű céget, és új irányt adott a fejlesztésnek: a Linux kernel fölé egy virtuális gép került, amely a felhasználói felület kezeléséért és az alkalmazások futtatásáért felelős.
Ez nem ment egyik napról a másikra, és a Google az első évben igen csöndesen dolgozott; 2007 elején kezdtek kiszivárogni olyan hírek, hogy a Google belép a mobil piacra. Az iparági pletykák végül igaznak bizonyultak, bár sok esetben túlzó állításokat és rémhíreket lehetett olvasni a híroldalakon. 2007. november 5-én az Open Handset Alliance bejelentette az Android platformot, amelynek tagjai között több tucat mobiltechnológiában és egy szabad, nyílt forráskódú platform bevezetésében érdekelt cég található.
Napjainkra az Android platform iránt a mobiltelefon- és tabletgyártók izgalmát leszámítva nagy érdeklődés mutatkozik a gépjárművek fedélzeti számítógépét és navigációját szállító cégek, illetve az ipari automatizálás irányából is, hiszen minden olyan helyen kényelmes az Android, ahol alapvetően kicsi a kijelző, limitáltak az erőforrások és az adatbevitel nem egérrel és/vagy billentyűzettel történik.
A platform felépítését az alábbi ábra szemlélteti.
A platform alapját a Linux kernel adja, amely tartalmazza a hardver által kezelendő eszközök meghajtóprogramjait. Ezeket azon cégek készítik el, amelyek az Android platformot saját készülékükön használni kívánják, hiszen a gyártónál jobban más nem ismerheti a mobil eszközbe integrált perifériákat. Ez a kis méretű kernel adja a memória kezelését, a folyamatok ütemezését és az alacsony fogyasztást elősegítő teljesítménykezelést is.
A kernel szolgáltatásait használják a Linux rendszerekben meglévő különféle programkönyvtárak, mint a libc, az SSL vagy az SQLite; ezek C/C++ nyelven vannak megvalósítva, és a Linux kernelen futnak közvetlenül. Részben ezekre épül a Dalvik virtuális gép, amely egyáltalán nem kompatibilis a Sun virtuális gépével, teljesen más az utasításkészlete, és más bináris programot futtat. A Java programok nem egy-egy .class állományba kerülnek fordítás után, hanem egy nagyobb Dalvik Executable formátumba, amelynek kiterjesztése .dex, és általában kisebb, mint a forrásul szolgáló .class állományok mérete, mivel a több Java fájlban megtalálható konstansokat csak egyszer fordítja bele a Dalvik fordító. A virtuális gép más, mint a Java alatti megszokott virtuális gép, vagyis a Java csak mint nyelv jelenik meg!
A többi részekben már csak Java forrás található, amelyet a virtuális gép futtat, s ez adja az Android lényegét: a látható és tapintható operációs rendszert, illetve a futó programokat. A virtuális gép akár teljesen elrejti a Linux által használt fájlrendszert, és csak az Android Runtime által biztosított fájlrendszer látható.

## Története
Az Android 1.0 platform 2008. október 21-én került kiadásra Apache licenc alatt, amely – egy szűk fanatikusokból álló rétegen kívül – nem igazán nyerte el az átlagfelhasználók tetszését. Bár a platform stabilitása megfelelő volt ugyan, a használhatósága nehézkes volt, sok esetben pedig a kinézete sem volt megfelelő. A HTC által gyártott G1 is inkább csak koncepciótelefon volt – elősegítendő a fejlesztők munkáját, illetve felkeltendő a cégek érdeklődését–, mint használható mobil eszköz.
- 2010-ben a Google bemutatta a Nexus referenciakészülék-termékcsaládját, amit külsős cégek gyártanak. A Google összeállt a HTC-vel, és bemutatták a Nexus One mobiltelefont, amin már az Android 2.1 volt elérhető. Még ebben az évben bejelentették az utódot, amit már a Samsung gyártott, a Nexus S-t, ami már az újabb, 2.3-as Androidot futtatja.
- 2011 év végén jött az újabb Galaxy Nexus, szintén a Samsung műhelyéből. Ezen már az Android 4.0 Ice Cream Sandwich futott.
- 2012 júniusában megjelent az első Nexus tablet, a Nexus 7, majd ezt követte a Nexus 10. Mindkét tableten az Android 4.1 volt megtalálható.
- 2012 novemberében jelent meg a Nexus 4, amit az LG gyártott, Android 4.2-vel.
- 2013-ban jött az újabb Nexus 5, szintén LG gyártmány. Ezen az akkor legújabb, Android 4.4 KitKat futott.
- 2014 októberében mutatták be a jelenleg legújabb Nexus-t, a Nexus 6-ot (Motorola) és a Nexus 9-et (HTC), amelyeken az Android 5.0 Lollipop található.
- 2015 szeptemberében 2 új modell mutatkozott be: az LG által gyártott Nexus 5X és a Huawei által gyártott Nexus 6P, amelyek Android 6.0 Marshmallow-al érkeztek. Ezek után már nem mutattak be újabb Nexus telefonokat, helyüket a Pixel telefonok vették át.
- 2015 decemberében jelent meg a Pixel C, ami a mai napig az egyetlen Pixel tablet, ami készült.
- 2016 októberében jelentette be a Google a Pixel és Pixel XL telefonokat, amelyeket a HTC gyártott.
- 2017-ben szintén októberben mutatta be a Google a Pixel 2-t, amelyet újra a HTC gyártott és a Pixel 2 XL-t, amelyet az LG készített.
- 2018-ban az eddigiek alapján újra októberben mutatta be a Google a Pixel 3-at és a Pixel 3 XL-t.
- 2019 májusában megjelent az első két olcsóbb Pixel, a Pixel 3a és a Pixel 3a XL.
- 2019 októberében a Pixel 4 és a Pixel 4 XL került bemutatásra, Android 10 operációs rendszerrel érkeztek.
- 2020 augusztusában mutatták be a Pixel 4a-t, amit szeptemberben követett a Pixel 4a 5G, ami az első 5G képes Pixel készülék.
- 2020 szeptemberében mutatták be a Pixel 5-öt is, amiből nem készült XL változat.
- 2021 augusztusában érkezett a Pixel 5a 5G, ami a Pixel 5 olcsóbb, de 5G-képes változata.
- 2021 októberében mutatták be a Pixel 6 és 6 Pro készülékeket. A Pro több kamerával, nagyobb házzal és akkumulátorral rendelkezik.

### Android-verziók
| Verzió    | Elnevezés          | Kiadás dátuma        | API-szint |
| --------- | ------------------ | -------------------- | --------- |
| 16        |                    | 2025. június 10.     | 36        |
| 15        |                    | 2024. szeptember 3.  | 35        |
| 14        |                    | 2023. október 4.     | 34        |
| 13        |                    | 2022. augusztus 15.  | 33        |
| 12L       |                    | 2022. március 7.     | 32        |
| 12        |                    | 2021. október 4.     | 31        |
| 11        |                    | 2020. szeptember 8.  | 30        |
| 10        |                    | 2019. szeptember 3.  | 29        |
| 9         | Pie                | 2018. augusztus 6.   | 28        |
| 8.0–8.1   | Oreo               | 2017. augusztus 21.  | 26        |
| 7.0–7.1.2 | Nougat             | 2016. augusztus 22.  | 24        |
| 6.0–6.0.1 | Marshmallow        | 2015. szeptember 29. | 23        |
| 5.0–5.1.1 | Lollipop           | 2014. november 4.    | 21        |
| 4.4–4.4.4 | KitKat             | 2013. október 31.    | 19        |
| 4.1–4.3.1 | Jelly Bean         | 2012. július 9.      | 16        |
| 4.0–4.0.4 | Ice Cream Sandwich | 2011. október 18.    | 14        |
| 3.0–3.2.6 | Honeycomb          | 2011. február 22.    | 11        |
| 2.3–2.3.7 | Gingerbread        | 2010. december 6.    | 9         |
| 2.2–2.2.3 | Froyo              | 2010. május 20.      | 8         |
| 2.0–2.1   | Eclair             | 2009. október 27.    | 5         |
| 1.6       | Donut              | 2009. szeptember 15. | 4         |
| 1.5       | Cupcake            | 2009. április 27.    | 3         |
| 1.1       |                    | 2009. február 9.     | 2         |
| 1.0       |                    | 2008. szeptember 23. | 1         |

## „Custom ROM”
A gyártó által kiadott, eredeti operációs rendszeren kívül lehetőségünk van úgynevezett „custom ROM”-ok – egyedi, illetve sorozaton kívüli ROM-ok – használatára, mely egy módosított Android operációs rendszert jelent (néha magasabb verziószámú, mint a gyári). Ezek a ROM-ok új funkciókat tehetnek elérhetővé, gyakran gyorsabbak, mint a gyári operációs rendszer. Telepítése saját felelősségre hajtható végre, a telefon garanciája érvényét veszíti. A legelterjedtebb Custom ROM 2016-ig a CyanogenMod volt. 2016 végén „forkolták” a CM-nek hívott ROM-ot, és lett belőle a LineageOS.

## Rendszerkövetelmények
Az operációs rendszer minimum rendszerkövetelménye kiadásról kiadásra változott. Az első rendszerkövetelmény 32 MB RAM, 32 MB ROM és 200 MHz-es ARM architektúrájú (ARMv5) processzor volt. 2013 novemberében az Android 4.4 KitKat-nek minimum 512 MB RAM, ARMv7 vagy MIPS vagy x86-os architektúrájú processzor szükségeltetett és OpenGL ES 2.0 kompatibilis GPU. Újabb verziók több rendszerkövetelményt követelnek (pl.: kamera, giroszkóp szenzor), bár ezek nem szükségesek a rendszer futtatásához.

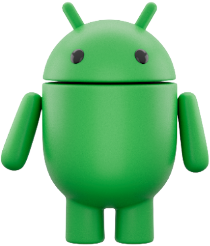
„The Bot”, a bugdroid

## Kabalafigura
Az Android kabalafigurája a neve után egy zöld Android (emberi képességeket utánzó robot). Sokáig nem volt hivatalos neve, de az Android fejlesztői csapatán belül állítólag „Bugdroid” volt a beceneve. A Google csak 2024-ben fedte fel egy blog posztban, hogy a hivatalos neve: „The Bot”.
Irina Blok, a Google grafikusa tervezte, és 2007. november 5-én debütált a nyilvánosság előtt az operációs rendszer bejelentésével együtt. A grafikusnő nem belső feladatként alkotta meg, hanem a cégtől függetlenül és a művét nyilvánossá tette. Az Android fejlesztő csapata körében hamar népszerű és használatos lett, különféle változatokban. A népszerűsége okán fogadta be a Google, mint hivatalos jelkép, az Android logó részeként.